# Oswaldo Rolla
Oswaldo Rolla (Porto Alegre, 13 september 1909 - aldaar, 27 oktober 1996) is een voormalig Braziliaanse voetballer, beter bekend onder zijn spelersnaam Foguinho.  

## Biografie
Foguinho begon zijn carrière bij Grêmio. In 1930 scoorde hij in de finale om de staatstitel tegen Pelotas, echter verlieten de spelers van Grêmio het veld nadat Pelotas al voor de derde keer een strafschop kreeg en zag daardoor de titel aan zijn neus voorbij gaan. De volgende twee jaar won Grêmio wel de staatstitel. Grêmio won met Foguinho ook acht keer het Campeonato Citadino de Porto Alegre. In 1942 maakte hij nog de overstap naar Hercílio Luz en beëindigde een jaar later daar zijn carrière.
Na zijn spelerscarrière werd hij trainer. Eerst werd hij trainer bij Esperança en dan bij Cruzeiro, een kleinere club uit Porto Alegre. Van 1955 tot 1961 werd hij trainer bij Grêmio en won er vier keer het staatskampioenschap mee en vijf keer het Campeonato Citadino. In 1960 trainde hij kort het nationale elftal en daarna weer Cruzeiro. In 1976 keerde hij even terug naar Grêmio. 